# Oligonychus perseae
Oligonychus perseae är en spindeldjursart som beskrevs av Tuttle, Baker och Abbatiello 1976. Oligonychus perseae ingår i släktet Oligonychus och familjen Tetranychidae. Inga underarter finns listade i Catalogue of Life.